# Askidiosperma capitatum
Askidiosperma capitatum är en gräsväxtart som beskrevs av Ernst Gottlieb von Steudel. Askidiosperma capitatum ingår i släktet Askidiosperma och familjen Restionaceae. Inga underarter finns listade i Catalogue of Life.